# Васильев, Иван Васильевич (государственный деятель)
Ива́н Васи́льевич Васи́льев (1905—1970) — советский хозяйственный, государственный и политический деятель.

## Биография
Родился в деревне Песогоры Тверской губернии в 1905 году. 

### Образование
В 1918 году окончил начальную школу. В 1921-1923 годах учился в Школе советского и партийного строительства 1-й ступени в Вышнем Волочке. В 1924 гоуд окончил советскую партийную школу 2-й старшей ступени в Твери. В 1930 году проучился первый курс в Ленинградском коммунистическом университете имени Сталина, а 1932 окончил 2-й курс Коммунистического университета имени Свердлова в Москве  (не окончил).

### Партийная и хозяйственная деятельность
С 1921 года на комсомольской работе в Тверской губернии. Член ВКП(б) с 1924 года.
В 1924—1928 гг. — заведующий Трестенским волостным финансовым отделом, председатель Исполнительного комитета Трестенского волостного Совета, инструктор Исполнительного комитета Бежецкого уездного Совета (Тверская губерния). 
В 1928—1929 — ответственный секретарь Мокрино-Горского волостного комитета ВКП(б) (Тверская губерния). 
В 1929—1930 — ответственный секретарь Кессово-Горского районного, а затем Максатихинского районного комитета ВКП(б) (оба в Московской области). 
В 1930 — заведующий Отделом кадров Бежецкого окружного комитета ВКП(б).  
В 1933 — заведующий Группой заготовок и сбыта семян Всесоюзного объединения «Заготлён». 
В 1933—1936 годах начальник политического отдела мясо-молочного совхоза «Красный Молот» Михайловского района Центрально-Чернозёмной области.
С 1936 года 2-й, затем (в 1937-м) 1-й секретарь Острогожского районного комитета ВКП(б).
В 1937—1938 годах заведующий Отделом партийной пропаганды и агитации Воронежского областного комитета ВКП(б)
С 1938 по август 1939  — заведующий Отделом руководящих партийных органов Воронежского областного комитета ВКП(б).
С августа 1939 по 1948 год председатель исполнительного комитета Воронежского областного Совета депутатов трудящихся. 
С 1948 года заместитель министра социального обеспечения РСФСР.
Избирался депутатом Верховного Совета СССР 1-го и 2-го созывов от Воронежской области (1946-1950).
Скончался в 1970 году в г. Москве.